# Michael Schano
Michael Schano (* 14. Mai 1947 in Baden bei Wien), auch Michael J. Schano, Michael Josef Schano, ist ein österreichischer Schriftsteller. Er lebt mit seiner Familie in Tokio/Japan und Baden.

## Leben
1990 wurde sein Sachbuch Japan – die Strategie des Siegers über den Erfolg des japanischen Managements und den Aufstieg des einstigen Agrarlandes in Fernost zur wirtschaftlichen Supermacht in Asien und der Welt in Wien publiziert.
2002 wurde sein Roman-Erstling Der Soldat und das Mädchen veröffentlicht. Der Roman wurde ins Japanische, Englische und Spanische übersetzt. Die japanische Version des Buches wurde vom Tokioter Verlag Bungeisha 2012 publiziert.
Schano arbeitet als Chairman des Tochterunternehmens eines österreichischen Motorrad-Konzerns in Tokio.

## Werke
- Japan – die Strategie des Siegers. Orac Buch- und Zeitschriftenverlag, Wien 1990, ISBN 3-7015-0112-2.
- Der Soldat und das Mädchen. Kremayr & Scheriau, Wien 2002, ISBN 3-218-00707-0.
- santsuu no tegami. (Drei Briefe.) Bungeisha, Tokio 2012, ISBN 978-4-286-12703-3.

| Personendaten    | Personendaten                             |
| ---------------- | ----------------------------------------- |
| NAME             | Schano, Michael                           |
| ALTERNATIVNAMEN  | Schano, Michael J.; Schano, Michael Josef |
| KURZBESCHREIBUNG | österreichischer Schriftsteller           |
| GEBURTSDATUM     | 14. Mai 1947                              |
| GEBURTSORT       | Baden bei Wien                            |